# Feka Lajos
Feka Lajos (Mándok, 1953. június 10. – 2011. július 31.) magyarországi cigány festőművész.

## Életútja, munkássága
Családjával együtt 1958-ban költözött Mándokról Budapestre. Már elemi iskolás korában elkezdett rajzolni, festeni. Az 1980-as években Péli Tamás biztatására kötelezte el magát a festő hivatás mellett. Számos nagy festő munkásságával megismerkedett, közülük Pilkont Tibor volt rá legnagyobb hatással. Megújulásra mindig kész útkereső művész volt. Mind a tájábrázolás, mind a figurális ábrázolás erőssége volt, jellemző volt rá az expresszív szimbolikus gondolkodás. 1996-tól kiállító művész. 1997 óta 10 éven át a Cigány Ház képzőművészeti alkotói táborának rendszeres résztvevője és kiállítója volt. 2007-ben egyik lábát amputálták, így rokkant nyugdíjba került, s önerőből saját műhelygaléria megnyitását tervezte. Képei megtalálhatók a Roma Galéria Egyesület és a Cigány Ház gyűjteményeiben. Feka Lajos a magyar naiv művészet egyik legkiválóbb képviselője volt.

## Képei a 2009-es Cigány festők című albumból

### Tájképek
- Dombok között (olaj, farost, 60x50 cm, 2006)
- Tiszadobi hajnal (olaj, vászon, 67x42 cm, 2003)
- Folyóparti falu (olaj, farost, 80x60 cm. 2002)

### Szimbolikus alkotások
- Magány (olaj, farost, 60x80 cm, 2005)
- Impresszió (olaj, farost, 50x60 cm. 2006)
- Szomorú nő  (olaj, vászon, 60x80 cm, 2003)
- Szegénység (olaj, farost, 40x60 cm, 2005)
- Tudósok (olaj, vászon, 66x71 cm, 2003)

### Portré
- Férfi portré (olaj, farost, 60x90 cm, 2003)[3]

## Kiállításai (válogatás)
- 1996 • Pesterzsébet
- 2002 • Roma Parlament Társalgó Galériája